# Хейкок, Питер Джон
Пит Хейкок (англ. Pete Haycock; 4 марта 1951, Стаффорд, Стаффордшир, Великобритания — 30 октября 2013, Франкфурт-на-Майне, Дармштадт, Гессен, Германия) — британский гитарист и композитор. Начал свою карьеру в группе Climax Chicago Blues Band в качестве ведущего гитариста и вокалиста.

## Начало сольной карьеры
После того как он и другие члены Climax разошлись в 1988 году, Хейкок принял решение записать инструментальный альбом для IRS. Результатом стали инструментальный альбом Guitar and Son и его живая версия Night of the Guitars. После тура Хейкок объединился с другими гитаристом Стивом Хантером, бывшим коллегой по группе Climax, вместе они записали альбом H Factor.

## 1990-е
В 1990 году к Хейкоку подошёл Бев Беван, ранее работавший в оркестре Electric Light Orchestra, чтобы присоединиться к новообразованной Electric Light Orchestra Part II. Группа гастролировала и записала альбом в начале 1990-х.
В начале 1990-х Хейкок начал записывать музыку для фильмов. Он пригласил Ханса Циммера совместно поработать над несколькими проектами, включая К2 и Drop Zone, саундтрек к фильму «Тельма и Луиза». Хейкок играет тему на слайд-гитаре Thunderbird. Хейкок просил Циммера воссоздать эту композицию в его исполнении, с живым симфоническим оркестром, для записи Wings of a Film, сборника музыки из фильма Циммера.
Хейкок также занимался благотворительностью, в пользу приюта для женщин и детей, и детей больных раком.

## Pete Haycock’s True Blues
Хейкок сформировал новую группу Pete Haycock’s True Blues (с участием Глена Тёрнера). В 2008 году они гастролировали по Европе и выпустили свой первый альбом Pete Haycock’s True Blues Live, то есть «Истинный блюз Пита Хэйкока живьём».
Хайкок продолжал записывать и исполнять на концертах песни, был специальным гостем в группе Siggi Schwarz' band, а также выступал на одной  сцене с ZZ Top и Johnny Winter в 2012 году.
В 2013 Пит возвращается в Climax Blues Band, записывает новый альбом Broke Heart Blues. 
30 октября 2013 Пит Хэйкок умер.

#### Дискография
- Total Climax
- The Soft Spot
- Guitar And Son
- Livin' It
- Bikers' Dozen
- Pete Haycocs’s True Blues Live